# Магнітний сепаратор

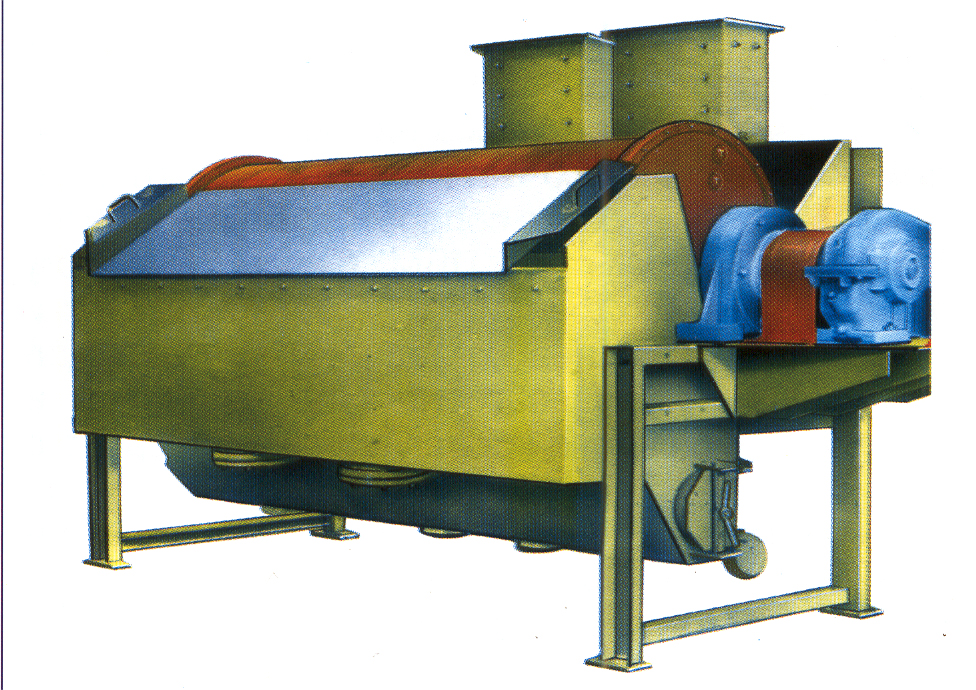
Сепаратор ПБМ-2.

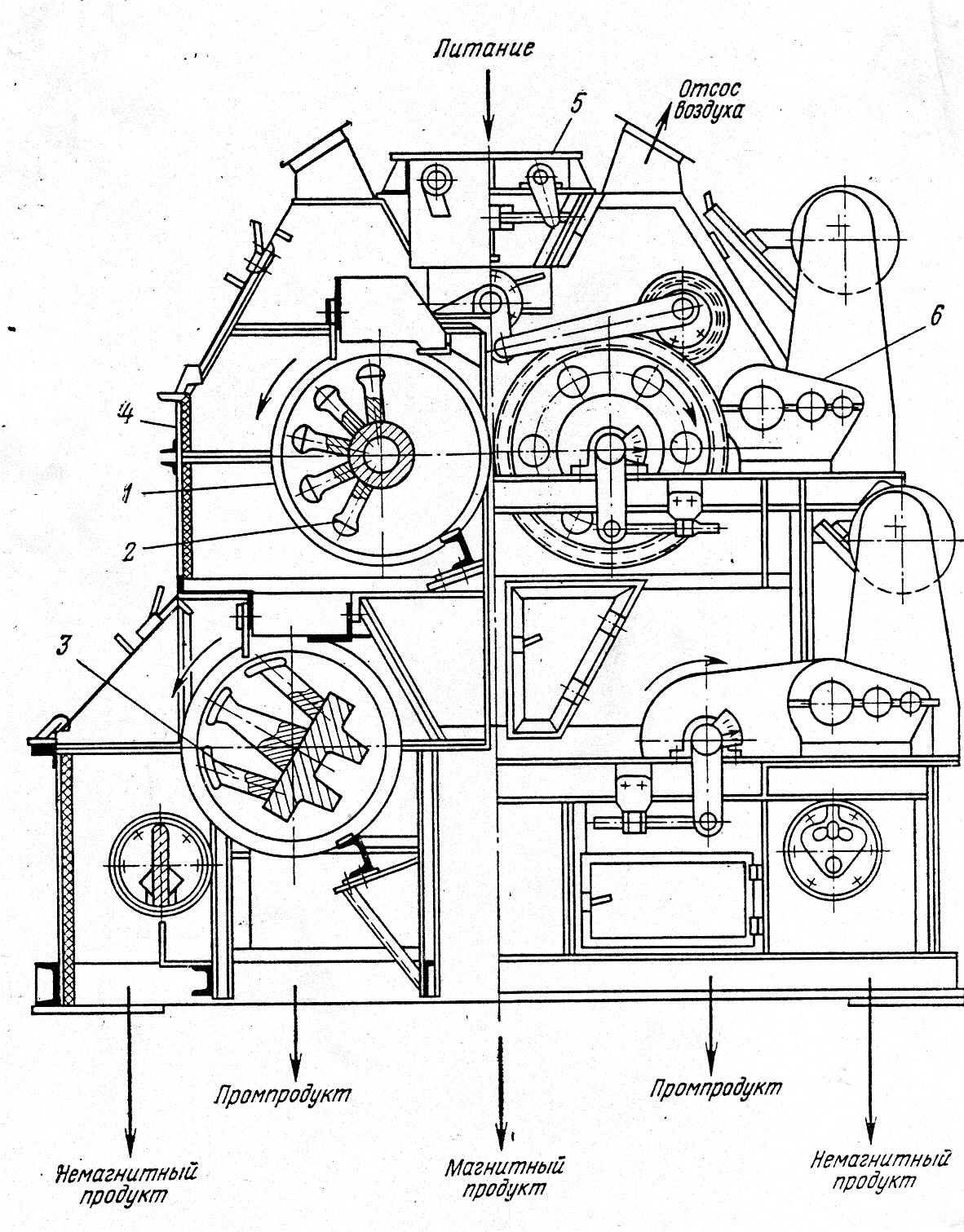
Сепаратор 4ПБС.

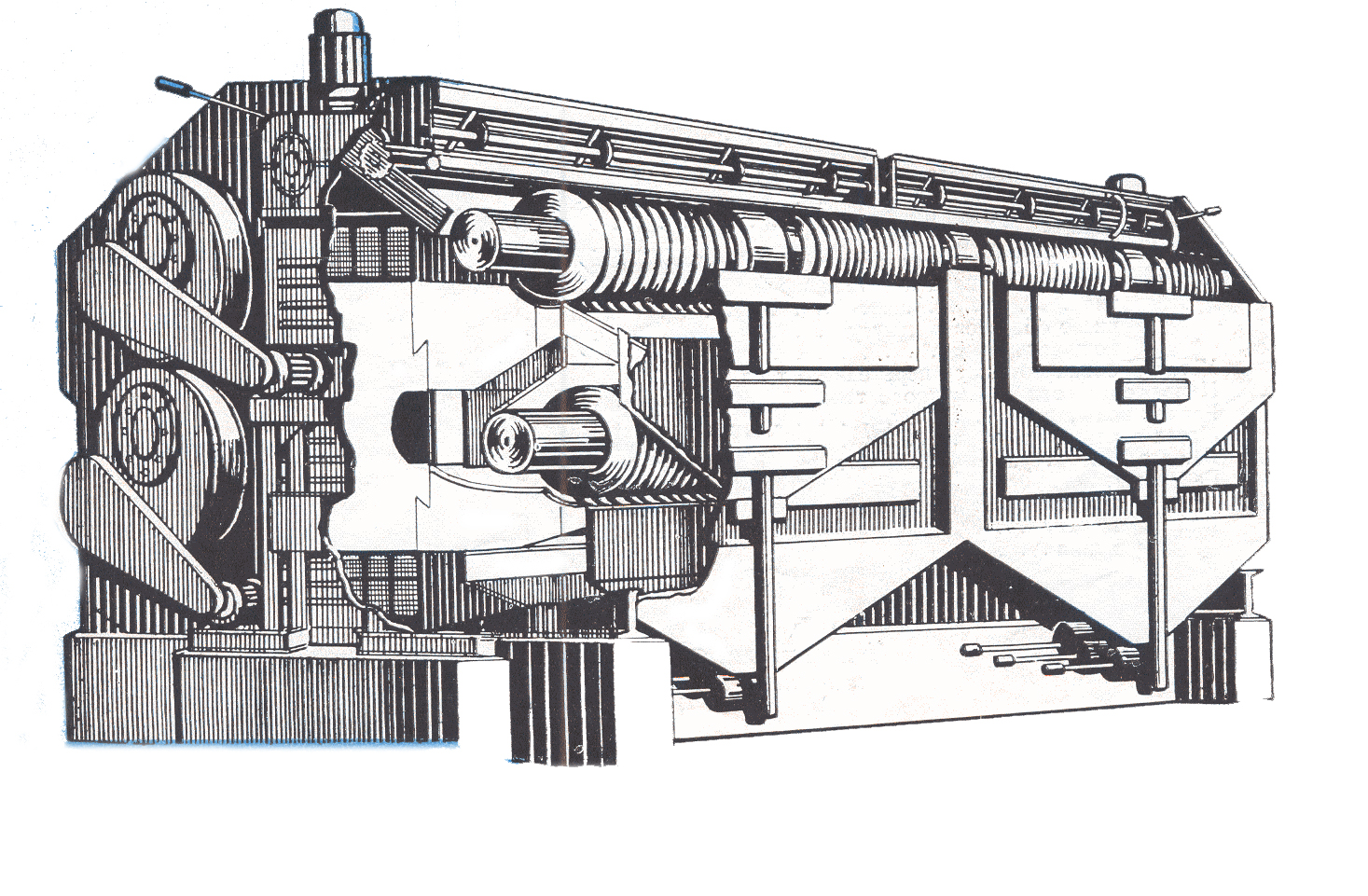
Сепаратор ЕВМ.

а — прямотечійний; б — протитечійний; в — напівпротитечійний.

Магнітні та електромагнітні сепаратори застосовують для збагачення руд, які мають магнітні властивості, для регенерації феромагнітних суспензій, а також для очищення різних немагнітних руд і матеріалів від магнітних домішок.

## Загальний опис
Магнітний сепаратор — сепаратор для магнітного збагачення корисних копалин, в якому вихідний матеріал розділяється на компоненти за їх магнітною сприйнятливістю під дією магнітних сил, а магнітне поле в робочих зонах створюється за допомогою магнітних та електромагнітних систем. Останні можуть бути виконані у вигляді соленоїдів або електромагнітів із магнітопроводами. Для створення сильних магнітних полів із індукцією понад 2 Тл застосовують надпровідникові електромагнітні системи.
Електромагнітний сепаратор застосовують для збагачення слабкомагнітних манґанових, титанових, окиснених залізних руд, а також для очищення нерудної сировини, кварцових пісків, каолінів, польових шпатів і т.і
Класифікація
- Розрізняють барабанні, валкові, дискові та роторні сепаратори. Відповідно електромагнітна система індукує магнітне поле в барабані, валку, диску або роторі. Для виділення компонентів з слабовираженими магнітними властивостями запропоновані високоґрадієнтні С.е., в яких електромагнітна система з загостреними полюсами створює концентровані магнітні поля. У вуглезбагаченні барабанні С.е. використовуються для вловлювання магнетиту в системах реґенерації обважнювача при важкосередовищному збагаченні.

- За напруженістю поля С.м. класифікують на С.м. зі слабким полем (напруженість до 200 кА/м) і С.м. з сильним полем (напруженість до 1600 кА/м). Робоча зона С.м. зі слабким полем утворена розімкненою багатополюсною системою з постійними магнітами або електромагнітами. При чергуванні полюсів магнітної системи у напрямі руху матеріалу утворюється магнітне поле, що біжить, це підвищує селективність розділення дрібних і подрібнених сильномагнітних руд. Переважне поширення для збагачення сильномагнітних матеріалів (в основному магнетитові руди) отримали барабанні сепаратори зі слабким магнітним полем. При сухому збагаченні на барабанних сепараторах руда (крупністю понад 3 мм) завантажується на верхню частину барабанів. Магнітні частинки притягуються до поверхні барабанів, а немагнітні або слабкомагнітні обсипаються з барабана і прямують на перечисну сепарацію. При мокрому збагаченні подрібнена руда у вигляді пульпи надходить під барабан. Подальший рух пульпи визначається типом ванн (прямотечійні ванни — для матеріалу крупністю 3-6 мм; протитечійні — менше 3 мм; і напівпротитечійні — менше 0,15 мм). Робоча зона С.м. з сильним полем утворена двома протиставленими полюсами (замкнене магнітне поле), джерелом якого є електромагнітні системи. С.м. з сильним полем поділяють на валкові, роторні, дискові та інш. Застосовуються для збагачення слабкомагнітних руд (манґанові, титанові, вольфрамові), а також для очищення матеріалів (кварцовий пісок, глини і інш.) від магнітних включень. У останні роки набули поширення різні конструкції поліґрадієнтних С.м.

- В залежності від середовища, що використовується для збагачення, виділяють сухі і мокрі сепаратори.

- - Сепаратори для мокрого збагачення залежно від напрямку руху живлення і способу видалення продуктів сепарації розрізняють на (рис.):

– прямотечійні, де живлення і немагнітний продукт переміщуються у одному напрямку, а магнітні — відхиляються на кут α < 90º;
– протитечійні, де живлення і немагнітний продукт переміщуються у одному напрямку, а магнітні — у протилежному, кут відхилення між напрямками руху магнітного і немагнітного продуктів складає α > 90º;
– напівпротитечійні, де живлення подається у ванну знизу під тиском, а магнітний і немагнітний продукти переміщуються у протилежних напрямках, кут відхилення між напрямками руху магнітного і немагнітного продуктів складає α > 90º.
Осн. конструктивні елементи магнітних сепараторів
Магнітна система, живильник, ванна (при мокрому збагаченні), транспортуючий пристрій (барабани, валки, ротори), жолоби продуктів, привод, джерело живлення електромагнітної системи і рама. У процесі роботи сепаратора при обертанні робочого органу (барабан, валок, ротор) магнітна система, залишається нерухомою. С.м. виготовляють різних типорозмірів.
Основні характеристики
Продуктивність сепараторів залежить від крупності матеріалу, який розділяється. Для сильномагнітних руд сепаратори мають діаметр барабана до 350 см, довж. до 400 см. Продуктивність такого сепаратора до 500 т/год для грудкових і до 200 т/год для тонкоподрібнених руд. Для слабкомагнітних руд діаметр ротора сепаратора досягає 6000 см, а продуктивність на матеріалі крупністю 0-0,1 мм складає бл. 300 т/год. Ряд вітчизняних конструкцій М.с. розроблено в Дніпропетровському гірничому інституті (нині Національний гірничий університет) наук. школою В. І. Кармазіна.

## Окремі типи сепараторів
У вітчизняній практиці використовують сепаратори таких типів:
- ПБМ — магнітні (з постійними магнітами) барабанні для мокрого збагачення сильномагнітних руд і реґенерації феромагнітних суспензій;
- ПБС — магнітні (з постійними магнітами) барабанні для сухого збагачення сильномагнітних руд і вилучення сильномагнітних мінералів з нерудних матеріалів;
- ЕБМ — електромагнітні барабанні для реґенерації феромагнітних суспензій і мокрого збагачення сильномагнітних руд;
- ЕБС — електромагнітні барабанні для сухого збагачення сильномагнітних руд;
- ЕВМ — електромагнітні валкові для мокрого збагачення слабомагнітних руд і нерудних матеріалів;
- ЕВС — електромагнітні валкові для сухого збагачення слабомагнітних руд і нерудних матеріалів;
- ЕРМ — електромагнітні роторні для збагачення слабомагнітних руд і нерудних матеріалів;
- ЕДС — електромагнітні дискові для сухого збагачення слабомагнітних руд і нерудних матеріалів;
- ЕШБ — електромагнітні поліґрадієнтні сепараторі для збагачення слабомагнітних матеріалів.

Конструктивне виконання сепараторів може бути з прямотечійною ванною (без літерного позначення), протитечійною (П), напівпротитечійною (ПП) і реґенераційною (Р).
Вибір типу сепаратора залежить від магнітної сприйнятливості мінералів, що вилучаються в концентрат, крупності живлення, середовища, у якому здійснюється сепарація, вимог до якості продуктів збагачення.
При магнітному збагаченні магнетитових руд найчастіше застосовують сепаратори типу ПБМ. Для збагачення руд зі слабомагнітними мінералами (марганцевими, окисненими залізними, вольфрамітом), а також для знезалізнення тонких фракцій скляної і керамічної сировини застосовують сепаратори ЕВМ і ЕРМ. Сухе доведення гравітаційних концентратів з метою вилучення слабомагнітних мінералів можна здійснити з використанням сепараторів типу ЕВС. Для доведення концентратів руд рідкісних металів можна використовувати і сепаратори типу ЕДС, але їх продуктивність дуже мала і на більшості підприємств вони замінені продуктивнішими валковими.
Застосування поліґрадієнтних сепараторів перспективне при збагаченні тонковкраплених залізних (гематитових), марганцевих і інших слабомагнітних руд, а також для знезалізнення тонких фракцій скляної і керамічної сировини.

### СЕПАРАТОР МАГНІТНИЙ БАРАБАННИЙ
Див. також Барабанний магнітний сепаратор.
Найбільш поширені в практиці збагачення магнетитових руд і реґенерації феромагнітних обважнювачів при збагаченні у важких суспензіях. Барабани сепараторів виготовлені з немагнітного матеріалу, а багатополюсна відкрита магнітна система — із спеціальних магнітно-жорстких матеріалів (напр., сплав ЮНДК-24) або з електромагнітів. Напруженість магнітного поля у робочому зазорі коливається в межах 80-150 кА/м. Магнітна система фіксується у визначеному положенні і в процесі роботи сепаратора (при обертанні барабана) залишається нерухомою. У більшості сепараторів полюси магнітної системи чергуються у напрямку руху матеріалу в робочому зазорі. Сепаратори, у яких чергування полюсів зроблено у напрямку руху матеріалу (поздовж робочого зазору), називаються сепараторами з магнітним перемішуванням. Ефект магнітного перемішування матеріалу в робочому зазорі може бути також досягнутий в пульсуючому полі, що створюється електромагнітними системами. У сепараторів без магнітного перемішування застосовується електромагнітна система з полюсами у вигляді сталевих секторів, полярність яких чергується поздовж осі барабану. Між полюсами розміщуються котушки обмоток, на які подається постійний струм.
За своїм призначенням барабанні сепаратори зі слабким полем ділять на сепаратори для сухого збагачення грудкового матеріалу крупністю до 50 мм, відцентрові (швидкісні) сепаратори для сухого збагачення дрібних продуктів крупністю до 3 мм, сепаратори для мокрого збагачення дрібних продуктів крупністю до 5-6 мм і сепаратори для реґенерації феромагнітних обважнювачів крупністю до 1 мм.

### СЕПАРАТОР МАГНІТНИЙ ВАЛКОВИЙ
Див. також Валковий електромагнітний сепаратор
Застосовуються для сухого і мокрого збагачення руд корінних і розсипних родовищ крупністю до 5 мм. Сепаратори цього типу складаються з електромагнітної системи, валків, завантажувальних і розвантажувальних пристроїв.

### Дискові магнітні сепаратори
Див. також Дисковий магнітний сепаратор
Дискові магнітні сепаратори застосовують для доводки концентратів руд рідких металів, вольфраму і деяких інших матеріалів. Вони забезпечують одержання досить високих якісних показників, але продуктивність їх дуже мала (практично не перевищує 0,25 т/год).

### Поліградієнтні магнітні сепаратори
Див. також Поліградієнтний сепаратор
При магнітному збагаченні слабомагнітних руд труднощі являє розділення тонкоподрібнених матеріалів. Мокре збагачення цих матеріалів у валкових електромагнітних сепараторах недостатньо ефективне, що пояснюється великим гідравлічним опором руху тонких частинок. Тому вони не встигають при проходженні через робочу зону сепаратора подолати відносно велику відстань у напрямку до зубців валка. Ця проблема вирішується при використанні поліградієнтних сепараторів.
Поліградієнтні сепаратори відрізняються від звичайних барабанних магнітних сепараторів наявністю у робочій зоні дрібних магнітів-носіїв (поліградієнтне середовище), в зазорах між якими індукуються сильні магнітні поля. Як поліградієнтне середовище використовують дрібні кулі, стержні, рифлені пластини, металічну вату і інше. Особливістю поліградієнтного середовища є те, що завдяки дрібним розмірам сусідні об'єкти (кулі тощо) стикаються у точці. Тому навіть при невеликій напруженості магнітного поля в робочій зоні у точках дотику має місце магнітне насичення, а суміжні області характеризуються великим об'ємним градієнтом і, отже, великою силою поля. В областях з великою силою магнітного поля відбувається інтенсивне притягання і утримання тонкоподрібнених слабкомагнітних частинок, в той же час немагнітні частинки фільтруються через проміжки між кулями.